# 特選・ぶらり旅
『特選・ぶらり旅』（とくせん・ぶらりたび）は、1988年4月23日から1998年12月12日までテレビ東京系列局で放送されていたテレビ東京製作の旅番組である。放送時間は毎週土曜 19:00 - 19:30 （日本標準時）。

## 概要
日本各地の味覚と人々の暮らしを芸能人たちが週替わりでリポートしていた番組。
レギュラー番組であるが、直後の時間帯に編成されていた『土曜スペシャル』が30分拡大バージョンになる日と、テレビ東京がプロ野球ナイター中継を行う日には放送を休止していた。特に『土曜スペシャル』の拡大による休止が多く、毎年春と秋の改編期には1か月以上休止になることもあった（下記外部リンク参照）。

## 出演者
- 八名信夫
- 谷隼人
- 木之元亮
- 車だん吉
- 太川陽介
- ほか

## 主題歌

### オープニングテーマ
- 痩せ地の薔薇（因幡晃）

### エンディングテーマ
- やさしい風（タケカワユキヒデ）
- LIFE （CALL）
- 愛したいの（北原ミレイ）
- 傘の雫（イルカ）
- Season Cycle （綿内克幸）
- 悲しみに負けないで（宇井かおり）
- STORY 〜君に逢うための（美木良介）
- 風にまかせて（太陽の塔）
- 主役（湯原昌幸）
- それぞれの扉を開いて（岩坂士京）
- ほか